# ليريدون لاتيفي
ليريدون لاتيفي (6 فبراير 1994 ببريشتينا في كوسوفو - ) هو لاعب كرة قدم صربي في مركز الهجوم. شارك مع منتخب ألبانيا تحت 19 سنة لكرة القدم ومنتخب ألبانيا تحت 20 سنة لكرة القدم ومنتخب ألبانيا تحت 21 سنة لكرة القدم ومنتخب ألبانيا لكرة القدم. أما مع النوادي، فقد لعب مع نادي سكندربيو كورتشه ونادي بريشتينا.

## وصلات خارجية
- ليريدون لاتيفي على موقع الاتحاد الأوربي (الإنجليزية)
- ليريدون لاتيفي على موقع قاعدة بيانات كرة القدم.إي يو (الإنجليزية)
- ليريدون لاتيفي على موقع ناشيونال فوتبول تيمز (الإنجليزية)
- ليريدون لاتيفي على موقع Soccerway.com (الإنجليزية)
- ليريدون لاتيفي على موقع AS.com (الإسبانية)